# Nonvilliers-Grandhoux
Nonvilliers-Grandhoux és un municipi francès, situat al departament de l'Eure i Loir i a la regió de Centre – Vall del Loira. L'any 2007 tenia 397 habitants.

## Demografia

### Població
El 2007 la població de fet de Nonvilliers-Grandhoux era de 397 persones. Hi havia 164 famílies, de les quals 44 eren unipersonals (16 homes vivint sols i 28 dones vivint soles), 56 parelles sense fills, 60 parelles amb fills i 4 famílies monoparentals amb fills.
La població ha evolucionat segons el següent gràfic:
Habitants censats

### Habitatges
El 2007 hi havia 239 habitatges, 167 eren l'habitatge principal de la família, 68 eren segones residències i 4 estaven desocupats. Tots els 236 habitatges eren cases. Dels 167 habitatges principals, 148 estaven ocupats pels seus propietaris, 12 estaven llogats i ocupats pels llogaters i 7 estaven cedits a títol gratuït; 9 tenien dues cambres, 42 en tenien tres, 55 en tenien quatre i 61 en tenien cinc o més. 143 habitatges disposaven pel capbaix d'una plaça de pàrquing. A 68 habitatges hi havia un automòbil i a 90 n'hi havia dos o més.

### Piràmide de població
La piràmide de població per edats i sexe el 2009 era:
| Homes | Edats   | Dones |
| ----- | ------- | ----- |
| 0     | 95 o +  | 0     |
| 0     | 90 a 94 | 0     |
| 8     | 85 a 89 | 4     |
| 0     | 80 a 84 | 0     |
| 12    | 75 a 79 | 8     |
| 16    | 70 a 74 | 16    |
| 12    | 65 a 69 | 12    |
| 8     | 60 a 64 | 4     |
| 12    | 55 a 59 | 16    |
| 8     | 50 a 54 | 4     |
| 16    | 45 a 49 | 12    |
| 16    | 40 a 44 | 16    |
| 8     | 35 a 39 | 12    |
| 8     | 30 a 34 | 8     |
| 4     | 25 a 29 | 12    |
| 4     | 20 a 24 | 4     |
| 12    | 15 a 19 | 8     |
| 12    | 10 a 14 | 20    |
| 4     | 5 a 9   | 8     |
| 0     | 0 a 4   | 16    |

## Economia
El 2007 la població en edat de treballar era de 235 persones, 193 eren actives i 42 eren inactives. De les 193 persones actives 179 estaven ocupades (96 homes i 83 dones) i 14 estaven aturades (5 homes i 9 dones). De les 42 persones inactives 19 estaven jubilades, 8 estaven estudiant i 15 estaven classificades com a «altres inactius».

### Ingressos
El 2009 a Nonvilliers-Grandhoux hi havia 175 unitats fiscals que integraven 431,5 persones, la mediana anual d'ingressos fiscals per persona era de 18.758 €.

### Activitats econòmiques
Dels 6  establiments que hi havia el 2007, 1 era d'una empresa de construcció, 1 d'una empresa de comerç i reparació d'automòbils, 2 d'empreses de transport, 1 d'una empresa d'hostatgeria i restauració i 1 d'una empresa classificada com a «altres activitats de serveis».
Dels 2 establiments de servei als particulars que hi havia el 2009, 1 era un taller de reparació d'automòbils i de material agrícola i 1 electricista.
L'any 2000 a Nonvilliers-Grandhoux hi havia 21 explotacions agrícoles que ocupaven un total de 672 hectàrees.

## Equipaments sanitaris i escolars
El 2009 hi havia una escola elemental integrada dins d'un grup escolar amb les comunes properes formant una escola dispersa.

## Poblacions més properes
El següent diagrama mostra les poblacions més properes.